# Reinaert de Vos (weekblad)
Reinaert de Vos was een Antwerps flamingantisch en satirisch weekblad dat verscheen van juni 1860 tot november 1868.

## Geschiedenis
Lodewijk Vleeschouwer (1810-1866) stichtte, na veel andere journalistieke avonturen, in 1860 het weekblad dat als ondertitel vermeldde Zondagsblad voor verstandige lieden, aaneengeknoopt door zeven filosofen. Het blad werd een spreekbuis voor katholieke Vlaamsgezinden. Het steunde de katholiek-liberale frontvorming in de Nederduitsche Bond en stond mee aan de oorsprong van de Meetingpartij, die anti-regeringsgezind, antimilitaristisch en flamingantisch was, net zoals Reinaert de Vos zelf.
Op een volkse toon uitte het weekblad kritiek, soms zelfs op een opruiende manier, tegen de gevoerde politiek, zowel plaatselijk als nationaal, met name tegen de liberale regering van Charles Rogier. Ook de internationale politiek bleef niet onbesproken en er werd heftig te keer gegaan tegen het Belgisch-Mexicaans avontuur, tegen de Amerikaanse Secessieoorlog en tegen de expansiepolitiek van keizer Napoleon III.
De medewerkers deden dit meestal anoniem of onder pseudoniem. Een van hen was de socialistische voorman Emiel Moyson. Wellicht bevonden zich onder die naamloze medewerkers ook Jan de Laet en Hendrik Conscience, die vrienden van De Vleeschouwer waren en al in 1847 hadden meegewerkt aan een van zijn vroegere publicaties, het weekblad De Roskam. 
De vroegtijdige dood van Vleeschouwer betekende een langzame achteruitgang van het blad. Het werd nog een paar jaar verder uitgegeven door zijn dochter Elisa Vleeschouwer, maar ging toen ter ziele.

## Guido Gezelle
De jonge West-Vlaamse priester Guido Gezelle werd een van de medewerkers van Reinaert de Vos. Het was een activiteit die niet bepaald gunstig beoordeeld zou worden door zijn oversten en daarom publiceerde hij in het blad onder de schuilnaam Spoker, een naam die hij later ook nog zou gebruiken in zijn politieke pamfletten en geschriften. Hij publiceerde er vinnige spot- en hekeldichten in. Zelfs aan een luimig gedicht zoals Heete Pootjes voegde hij een stekelige politieke opmerking toe. 
Reinaert de Vos vormde een inspiratiebron voor Gezelle bij de oprichting van zijn eigen krant, 't Jaer 30 (1864-1870).